# Giovanni Caselli

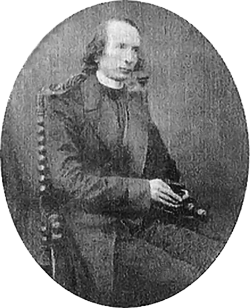
Giovanni Caselli

Abt Giovanni Caselli (Siena, 25 april 1815 – Florence, 8 oktober 1891) was een Italiaans natuurkundige en uitvinder van de pantelegraaf, een voorloper van de faxmachine. Met zijn pantelegraaf kon voor het eerst handgeschreven berichten en tekeningen via de telegrafielijn over grote afstand verzonden en ontvangen worden.

## Biografie
Caselli studeerde onder leiding van Leopoldo Nobili literatuur en wetenschap aan de universiteit van Florence. In 1836 werd hij gewijd tot priester. Van 1841 tot 1846 ging hij naar Parma waar hij de leermeester werd van de zonen van graaf Sanvitale. Maar in 1849, na te hebben gestemd voor de annexatie van het hertogdom Parma door Piëmont-Sardinië, werd hij Parma uitgewezen. Hij keerde terug naar Florence, waar hij natuurkunde ging onderwijzen aan de universiteit.
Gedurende zijn tijd in Florence begon hij met het geld dat hij verdiend had in Parma onderzoek te doen om afbeeldingen te versturen via telegrafie. Met name het probleem om een perfecte synchronisatie te verkrijgen tussen zender en ontvanger vormde al een aantal jaren een struikelblok voor wetenschappers, waaronder de Britten Alexander Bain en Frederick Bakewell. In 1854 richtte hij het tijdschrift La recreazione op.
In 1856 waren Caselli's resultaten afdoende genoeg dat de groothertog van Toscane, Leopold II, een financieel belang nam in zijn uitvinding. Het jaar daarop vertrok hij naar Parijs, waar hij – op aanbeveling van Foucault – doorslaggevende hulp kreeg van de beroemde uitvinder en mechanicus Paul-Gustave Froment. In 1861 verkreeg hij het eerste octrooi op de pantelegraaf. De laatste tests werden gehouden aan het hof van Napoleon III, die erg enthousiast raakte van Caselli's uitvinding en hem later het Legioen van Eer zou toekennen.
Met de steun van Napoleon werd een openbare dienst opgezet, de Société du Pantélégraphe. In 1865 begon de pantelegraaf haar eerste commerciële faxdienst tussen Parijs en Lyon, gevolgd door Marseille en andere Franse steden. Echter, na Napoleons nederlaag in de Frans-Pruisische Oorlog bij Sedan in 1870 werden alle diensten door de Franse regering beëindigd.
Ook in Groot-Brittannië werd tussen de steden Londen en Liverpool een pantelegraafverbinding opgezet. Maar buiten een demonstratie werd, als gevolg van de economische crisis in 1864, de lijn nooit publiekelijk geopend. Ook Rusland toonde interesse in de pantelegraaf, maar in plaats van een publieke dienst werd deze uiteindelijk alleen gebruikt voor het uitwisselen van berichten tussen de residenties van de tsaar in Sint-Petersburg en Moskou.
Zijn uitvinding viel vervolgens in onbruik en Caselli overleed in 1891 als een teleurgesteld man.
- Bibliothèque nationale de France: cb16674069d (data)
- Gemeinsame Normdatei: 117648019
- International Standard Name Identifier: 0000 0000 6121 6658
- Library of Congress Control Number: nb2001035064
- Istituto Centrale per il Catalogo Unico: UFIV139095
- Virtual International Authority File: 11654853